# Leporinus pearsoni
Leporinus pearsoni är en fiskart som beskrevs av Fowler, 1940. Leporinus pearsoni ingår i släktet Leporinus och familjen Anostomidae. Inga underarter finns listade i Catalogue of Life.